# Авраамий (Летницкий)
Епископ Авраамий (в миру Александр Иванович Летницкий; 1838, Астрахань — 24 октября 1893, Саратов) — епископ Русской православной церкви, епископ Саратовский и Царицынский (1889—1893), епископ Тобольский и Сибирский (1885—1889).

## Биография
Родился в семье диакона. Рано лишился отца.
В 1851 году окончил Астраханское духовное училище, В 1858 году — Астраханскую духовную семинарию. В 1862 году окончил Казанскую духовную академию по первому разряду.
С 14 января 1863 года — помощник инспектора Смоленской духовной семинарии.
19 января 1863 года — помощником ректора.
4 мая 1863 года пострижен в монашество, 8 мая 1863 года рукоположён во иеродиакона, 9 мая 1863 года — во иеромонаха.
С 1863 года — кандидат богословия, с 25 февраля 1865 года — магистр богословия с наложением магистерского креста.
С 9 октября 1865 года — инспектор Тверской духовной семинарии.
С 30 октября 1868 года — ректор Вологодской духовной семинарии.
28 ноября 1868 года возведён в сан архимандрита.
C 20 октября 1874 года — ректором Тифлисской духовной семинарии.
С 23 декабря 1879 года — ректор Калужской духовной семинарии.
8 сентября назначен и 2 ноября 1880 года хиротонисан во епископа Михайловского, викария Рязанской епархии. Его недолгое пребывание во главе Михайловского викариатства совпало с присутствием Рязанского архиепископа Палладия (Раева) в Синоде. Приезды последнего в Рязань были кратковременными, и бо́льшую часть этого периода епископ Авраамий временно управлял епархией.
С 27 июня 1881 года епископ Брестский, викарий Литовской епархии.
С 9 марта 1885 года епископ Тобольский и Сибирский.
C 16 декабря 1889 года епископ Саратовский и Царицынский.
В старших классах Саратовской духовной семинарии ввёл уроки медицины, основ пчеловодства.
Во время его пребывания на Саратовской кафедре, епархию постигли неурожай и холера. В голодный год он, не жалея своих средств, помогал нуждающимся, располагал и духовенство к посильным пожертвованиям в пользу голодающих. Во время эпидемии холеры сделал распоряжение, чтобы духовенство при всяком удобном случае разъясняло о заразительности холеры и о мерах предохранения от неё и содействовало ослаблению эпидемии.
Награждён орденами св. Анны 1-й и 2-й степени, св. Владимира 3-й степени.
Скончался 24 октября 1893 года. Погребён 28 октября в нижней церкви кафедрального саратовского собора.